# Pedro Egaña Díaz del Carpio
Pedro Egaña (Vitòria, 21 de febrer de 1803 - †Zestoa, 4 de setembre de 1885) fou un empresari i polític basc, ministre durant el regnat d'Isabel II d'Espanya.

## Biografia
Era fill de Casimiro Egaña Cortázar, catedràtic de filosofia de la Universitat d'Oñati que havia estat jutjat en 1814 per liberal, i Higinia Díaz del Carpio Cortázar, descendents d'il·lustres famílies basques. Es va graduar en estudis jurídics en 1821 per la Universitat d'Oñati i destacà pel seu coneixement del dret foral. Es traslladà a Madrid, on va exercir d'advocat. Durant la Primera Guerra Carlina (1834) fou nomenat auditor de guerra de la Capitania General de Granada. En 1836 fou nomenat assessor jurídic de la Hisenda Militar de la mateixa capitania i en 1838 magistrat de l'Audiència de Madrid. El 1839 fou fiscal i el 1840 magistrat de l'audiència de Burgos.
Inicialment fou membre del Partit Progressista, amb el qual fou elegit diputat per Granada en 1837 i Àlaba en 1839, però anys més tard amb Narváez milità al Partit Moderat, va prendre part en la revolta de Diego de León y Navarrete contra Espartero, per la qual cosa va haver de fugir a França, d'on no va tornar fins al triomf de Narváez en 1846.
Amb aquest últim va ser breument Ministre de Gràcia i Justícia (març-abril de 1846). En 1853 va prendre part novament en els consells de la corona, aquesta vegada com a ministre de la Governació, en un Gabinet presidit per Francisco Lersundi. Fou Diputat a Corts per la província d'Àlaba de 1840 a 1863, senador vitalici de 1863 a 1868, membre de la Diputació Foral d'Àlaba per la Germandat d'Àlaba.
Durant el sexenni democràtic es va apartar de la política. Va donar suport la restauració borbònica i fou elegit diputat per Tolosa a les eleccions generals espanyoles de 1879.